# Кинопародия
Кинопародия или фильм-пародия — поджанр комедийного фильма (кинокомедии), в котором высмеиваются (пародируются) другие жанры кино, или же пастиш — работы, созданные путем имитации стиля многих разных фильмов, собранных воедино. 
Пародия связана с сатирой, за исключением того, что «пародия чаще всего является выражением признательности, в то время как сатира направлена на выявление основных недостатков объекта посредством высмеивания». Дж. М. Махер отмечает, что «разница не всегда очевидна» и указывает, что «в некоторых фильмах используются оба метода». 
Хотя критики часто упускают из виду этот поджанр, фильмы-пародии обычно приносят прибыль в прокате.
Пародия встречается в самых разных видах искусства и культуры, включая литературу, музыку, театр, телевидение, анимацию и игры.
Первой пародией на фильм стало «Маленькое ограбление поезда» (1905), в котором высмеивается «Великое ограбление поезда» (1903), отчасти за счет использования полностью детского актерского состава в вестерне. Исторически сложилось так, что когда жанровая формула устает, как в случае с моралистическими мелодрамами 1910-х годов, она сохраняет ценность только как пародия, что продемонстрировали короткометражки Бастера Китона, высмеивающие этот жанр мелодрамы.
Влиятельными актерами и создателями пародий первой половины XX века были братья Маркс (действовали в 1905—1949 гг.), 
У. К. Филдс (действовал в 1898—1946 гг.), 
Мэй Уэст (действовала в 1907—1978 гг.), 
Лорел и Харди (1927—1955) и Боб Хоуп (активность в 1924—1998 гг.). 
1970-е и 1980-е годы были названный «золотым веком» фильмов-пародий во главе с Мелом Бруксом и «трио ZAZ» (Дэвид Цукер, Джим Абрахамс и Джерри Цукер). В 1960-е годы наступил расцвет кинопародии, во многом благодаря работе Мелы Брукса. Его фильмы стали классикой жанра. Брукс мастерски высмеивал голливудские клише, табу вкусу и даже саму идею хорошего.Пародии Брукса включали пародию на вестерн («Сверкающие сёдла», 1974), пародию на фильм ужасов («Молодой Франкенштейн», 1974) и пародию на космическую оперу («Космические яйца», 1987). Первый фильм трио ZAZ, наиболее известно своим фильмом «чушь» который пародирует ряд жанров 1960-х и 1970-х годов (от эксплуатационного кино до фильмов о кунг-фу) — «Солянка по-кентуккийски» (1977) — принёс им большой успех; также их дальнейшая пародия на фильм-катастрофу — «Аэроплан!» (1980) и множество других. Вуди Аллен также снял несколько пародий. 
В 1980-е и 90-е годы ознаменовались появления серий пародийных фильмов, таких как «Голый пистолет» (1988) и «Очень страшное кино» (2000). Они часто используют юмор, абсурд, гротеск и отсылки к множеству других фильмов.
В 2000-х годах доступность цифровых камер (а затем и смартфонов), способных записывать видео, и программного обеспечения для редактирования позволили любителям, начинающим и профессиональным фотохудожникам снимать пародии и размещать их в Интернете.
Ключевые характеристики кинопародии:
- Узнаваемость: Пародия должна ссылаться на узнаваемый исходный материал.
- Преувеличение: Клише и стереотипы часто гиперболизируются до абсурда.
- Деконструкция: Пародия может разобрать исходный материал на части и показать его внутренние недостатки.
- Комедийный эффект: Главная цель пародии – развлекать зрителя.
- Интертекстуальность: Пародия часто использует отсылки к другим фильмам, книгам, событиям и т.д.